# Tim Perry
Timothy Darnell Perry, detto Tim (Freehold, 4 giugno 1965), è un ex cestista statunitense, professionista nella NBA e in Spagna.

## Carriera
È stato selezionato dai Phoenix Suns al primo giro del Draft NBA 1988 (7ª scelta assoluta).

## Statistiche

### College
| Anno      | Squadra     | PG  | PT  | MP   | TC%  | 3P% | TL%  | RP  | AP  | PRP | SP  | PP   |
| --------- | ----------- | --- | --- | ---- | ---- | --- | ---- | --- | --- | --- | --- | ---- |
| 1984-1985 | Temple Owls | 30  | 30  | 20,7 | 41,4 | -   | 50,0 | 3,9 | 0,1 | 0,3 | 1,2 | 2,3  |
| 1985-1986 | Temple Owls | 31  | 31  | 35,5 | 56,6 | -   | 57,5 | 9,5 | 0,2 | 0,7 | 4,0 | 11,6 |
| 1986-1987 | Temple Owls | 36  | 36  | 35,3 | 51,4 | -   | 62,0 | 8,6 | 0,1 | 0,7 | 3,2 | 12,9 |
| 1987-1988 | Temple Owls | 33  | 33  | 33,4 | 58,5 | -   | 63,7 | 8,0 | 0,7 | 0,8 | 3,6 | 14,5 |
| Carriera  | Carriera    | 130 | 130 | 31,5 | 54,4 | -   | 60,5 | 7,6 | 0,3 | 0,6 | 3,0 | 10,5 |

### NBA

#### Regular Season
| Anno      | Squadra            | PG  | PT  | MP   | TC%  | 3P%  | TL%  | RP  | AP  | PRP | SP  | PP   |
| --------- | ------------------ | --- | --- | ---- | ---- | ---- | ---- | --- | --- | --- | --- | ---- |
| 1988-1989 | Phoenix Suns       | 62  | 15  | 9,9  | 53,7 | 25,0 | 61,5 | 2,1 | 0,3 | 0,3 | 0,5 | 4,1  |
| 1989-1990 | Phoenix Suns       | 60  | 18  | 10,2 | 51,3 | 100  | 58,9 | 2,5 | 0,3 | 0,4 | 0,4 | 4,2  |
| 1990-1991 | Phoenix Suns       | 46  | 2   | 12,8 | 52,1 | 0,0  | 61,4 | 2,7 | 0,6 | 0,5 | 0,9 | 4,2  |
| 1991-1992 | Phoenix Suns       | 80  | 69  | 31,0 | 52,3 | 37,5 | 71,2 | 6,9 | 1,7 | 0,6 | 1,5 | 12,3 |
| 1992-1993 | Philadelphia 76ers | 81  | 51  | 26,0 | 46,8 | 20,4 | 71,0 | 5,0 | 1,6 | 0,5 | 1,1 | 9,0  |
| 1993-1994 | Philadelphia 76ers | 80  | 68  | 29,2 | 43,5 | 36,5 | 58,0 | 5,1 | 1,2 | 0,8 | 1,0 | 9,0  |
| 1994-1995 | Philadelphia 76ers | 42  | 1   | 10,6 | 34,6 | 0,0  | 55,0 | 2,1 | 0,3 | 0,2 | 0,4 | 1,8  |
| 1995-1996 | Philadelphia 76ers | 8   | 0   | 10,9 | 44,4 | 100  | 66,7 | 1,6 | 0,3 | 0,3 | 0,4 | 2,4  |
| 1995-1996 | N.J. Nets          | 22  | 1   | 7,6  | 48,9 | 42,9 | 50,0 | 1,6 | 0,3 | 0,1 | 0,5 | 2,4  |
| Carriera  | Carriera           | 481 | 225 | 19,6 | 48,5 | 31,8 | 64,8 | 4,0 | 0,9 | 0,5 | 0,9 | 6,8  |

#### Playoffs
| Anno     | Squadra      | PG | PT | MP   | TC%  | 3P% | TL%  | RP  | AP  | PRP | SP  | PP   |
| -------- | ------------ | -- | -- | ---- | ---- | --- | ---- | --- | --- | --- | --- | ---- |
| 1989     | Phoenix Suns | 4  | 0  | 4,3  | 50,0 | -   | 0,0  | 0,5 | 0,0 | 0,5 | 0,3 | 1,0  |
| 1990     | Phoenix Suns | 11 | 0  | 9,1  | 52,0 | -   | 44,4 | 1,9 | 0,2 | 0,3 | 0,5 | 3,1  |
| 1992     | Phoenix Suns | 8  | 8  | 23,1 | 60,3 | -   | 71,9 | 4,9 | 1,4 | 0,4 | 0,8 | 12,4 |
| Carriera | Carriera     | 23 | 8  | 13,1 | 57,6 | -   | 59,6 | 2,7 | 0,6 | 0,3 | 0,6 | 6,0  |

## Palmarès
- Copa del Rey: 1

Valencia: 1998
- Liga catalana: 1

Manresa: 1999